# Stolz und Vorurteil und Zombies
Stolz und Vorurteil und Zombies (Originaltitel: Pride and Prejudice and Zombies) ist eine US-amerikanisch-britische Horrorkomödie mit romantischen Elementen von Burr Steers. Der Film basiert auf dem gleichnamigen Roman von Seth Grahame-Smith aus dem Jahr 2009, einer Parodie auf den Roman Stolz und Vorurteil von Jane Austen. Der Film feierte am 21. Januar 2016 seine Premiere und kam am 5. Februar 2016 in die US-amerikanischen Kinos, am 9. Juni 2016 in die deutschen.

## Literarische Vorlage
Es handelt sich bei dem Film um eine Adaption eines gleichnamigen Buches von Seth Grahame-Smith, das 2009 veröffentlicht wurde und sich zu einem Bestseller entwickelte. Bereits vor der filmischen Umsetzung entstand eine Comicversion des Buches, in der Tony Lee den Roman bearbeitete und Cliff Richards die Geschichte in schwarzweiße Zeichnungen umsetzte. Des Weiteren erschien ein nicht von Grahame-Smith geschriebener Prequel-Roman mit dem Titel Stolz und Vorurteil und Zombies – Aufstieg der lebenden Toten. Das ebenfalls von Grahame-Smith geschriebene Buch Abraham Lincoln: Vampire Hunter wurde bereits 2012 unter dem Titel Abraham Lincoln Vampirjäger verfilmt.

## Handlung
Im England des 19. Jahrhunderts besucht Colonel Darcy den Landsitz einer reichen Familie, um die Gerüchte zu untersuchen, dass es dort Zombies geben könnte. Dabei helfen ihm kleine Schmeißfliegen, die er in einer Flasche mit sich führt. Wenn er sie fliegen lässt und sie sich auf einer Person niederlassen, muss es sich um einen Untoten handeln; dieser wird folglich von Darcy endgültig eliminiert. Nach getaner Arbeit geht er wieder und ist überzeugt, dass sich sonst niemand mit der Zombiekrankheit infiziert hat. Die Zombieattacken im Hause gehen jedoch weiter und Darcy scheint mit seiner Einschätzung falsch gelegen zu haben. Nach diesem Vorspiel wird die Geschichte der Familie  Bennet in einer von der Zombie-Seuche bedrohten Welt erzählt.  
Die Töchter des Hauses sind hierauf allerdings vorbereitet, denn der Vater hat sie nach Fernost geschickt, um dort die Kampfkünste zu erlernen. Während sich die Familie abzuschotten versucht, hat die Mutter die Sorge, wie sie die Mädchen trotz der ständigen Zombieattacken unter die Haube bekommen soll.

## Produktion

### Stab und Besetzung
Nachdem zuvor verschiedene Drehbuchautoren und Regisseure für den Film arbeiten sollten, darunter auch der mehrfach Oscar-nominierte David O. Russell, der das Projekt dann aber wieder verlassen hatte, übernahm letztlich Burr Steers die Regie des Films, der auch für das Drehbuch verantwortlich war.
Lily James übernahm die Rolle von Elizabeth Bennet, Sally Phillips die von Mrs. Bennet, Bella Heathcote von Jane Bennet, Ellie Bamber die Rolle von Lydia Bennet, Millie Brady die Rolle von Mary Bennet, Suki Waterhouse die Rolle von Kitty Bennet und Lena Headey die Rolle von Lady Catherine de Bourgh. Sam Riley spielt im Film Colonel Fitzwilliam Darcy und Jack Huston spielt Lt. George Wickham.

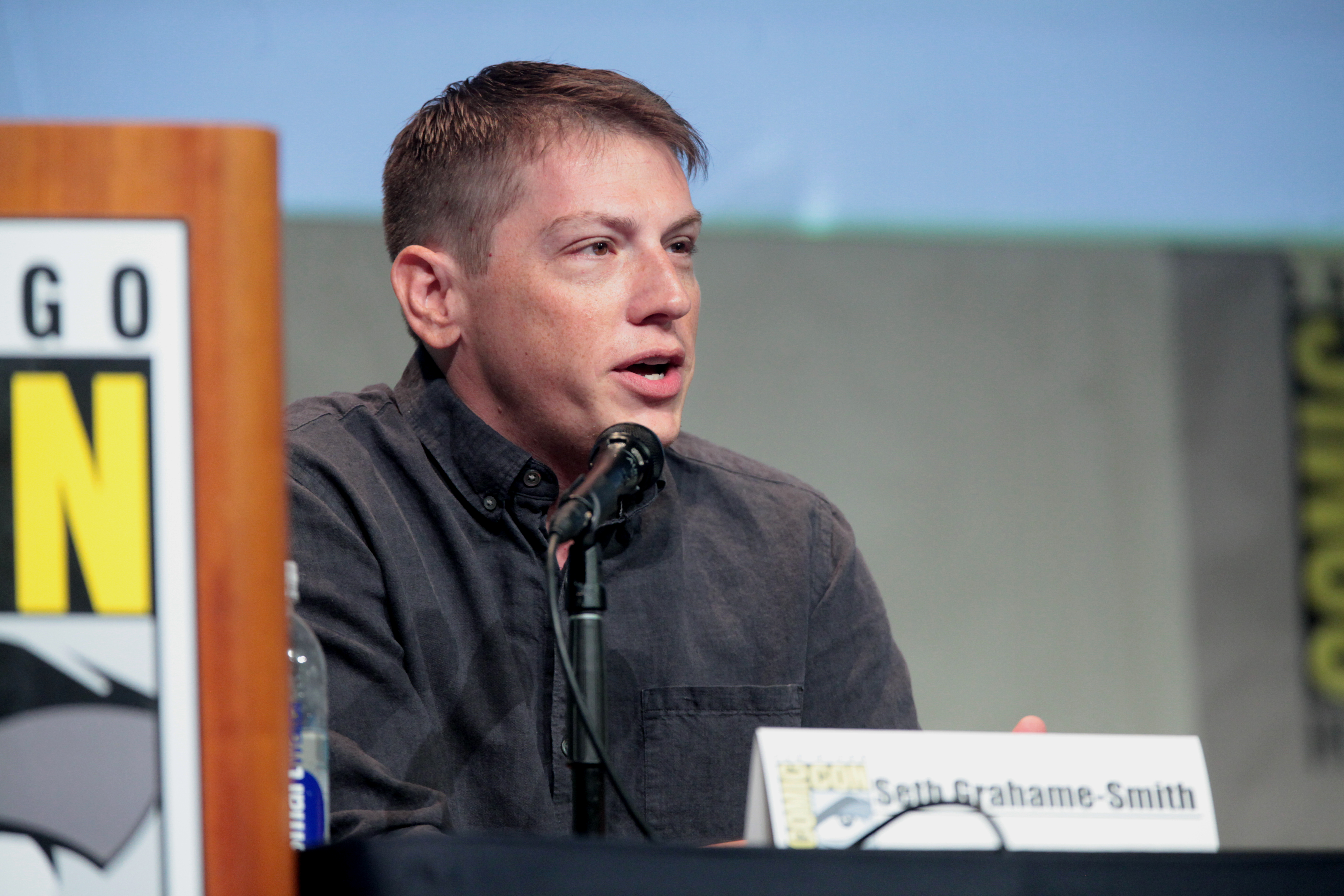
Der Autor Seth Grahame-Smith (2015)
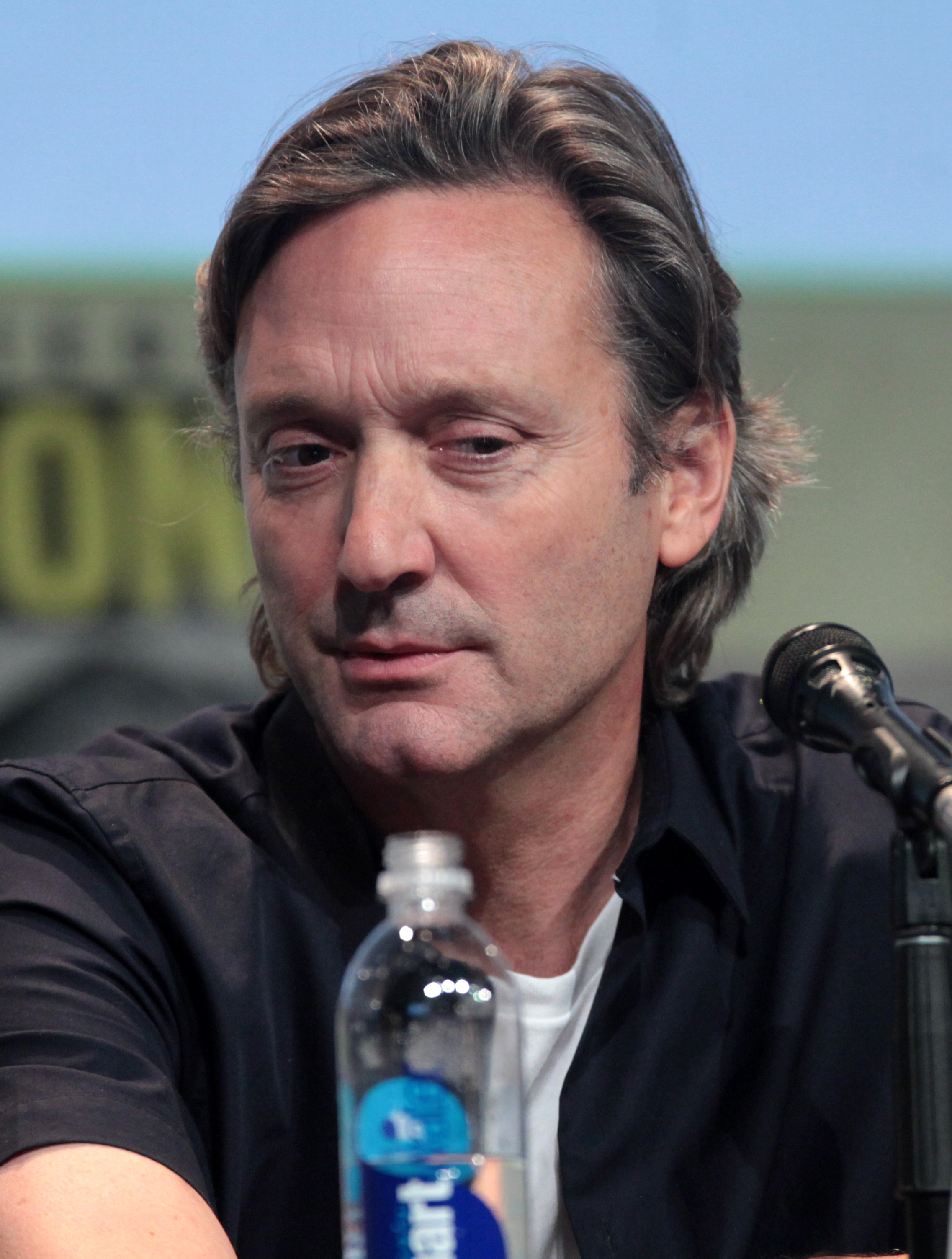
Regisseur Burr Steers (2015)
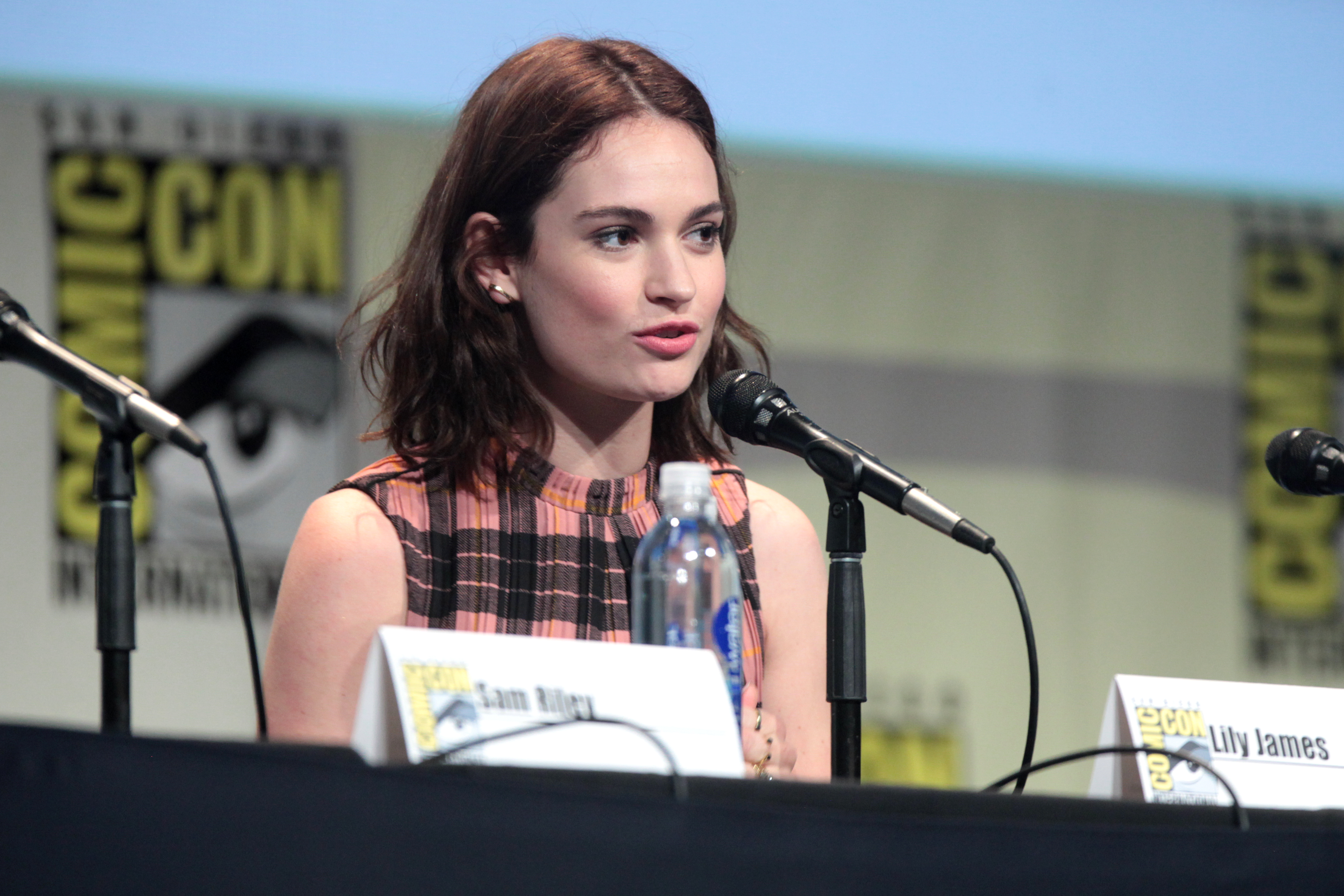
Lily James (2015)
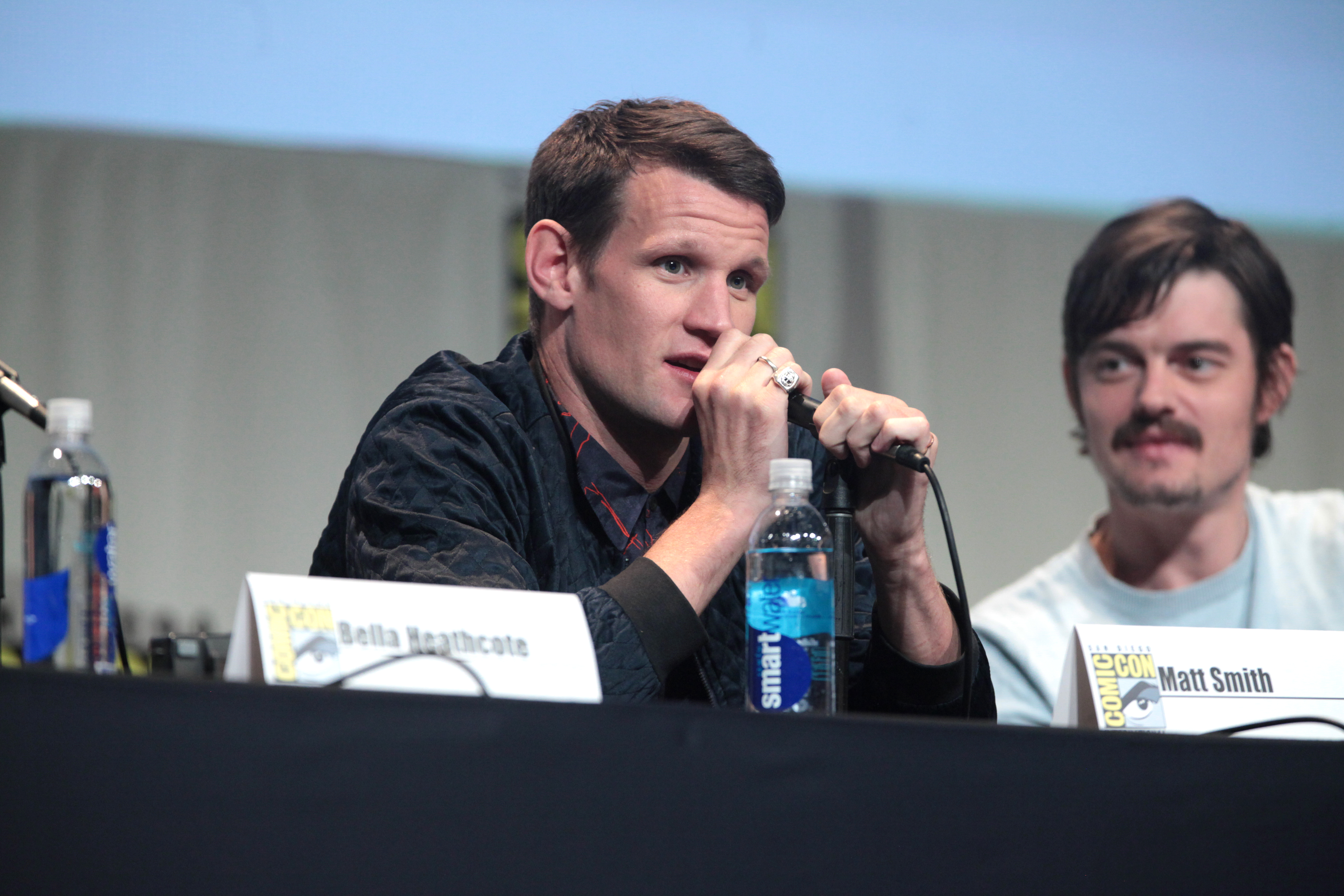
Matt Smith und Sam Riley (2015)
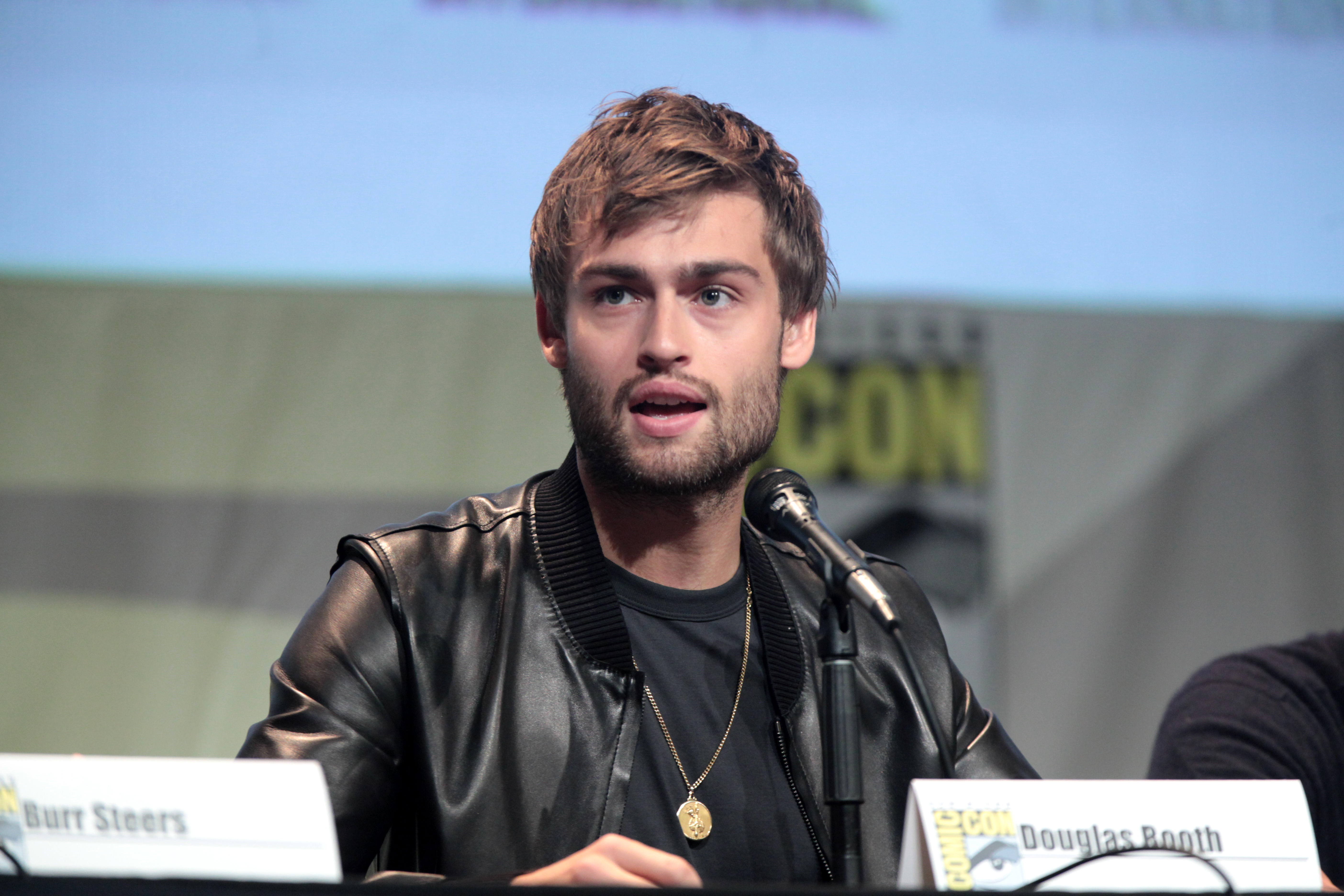
Douglas Booth (2015)
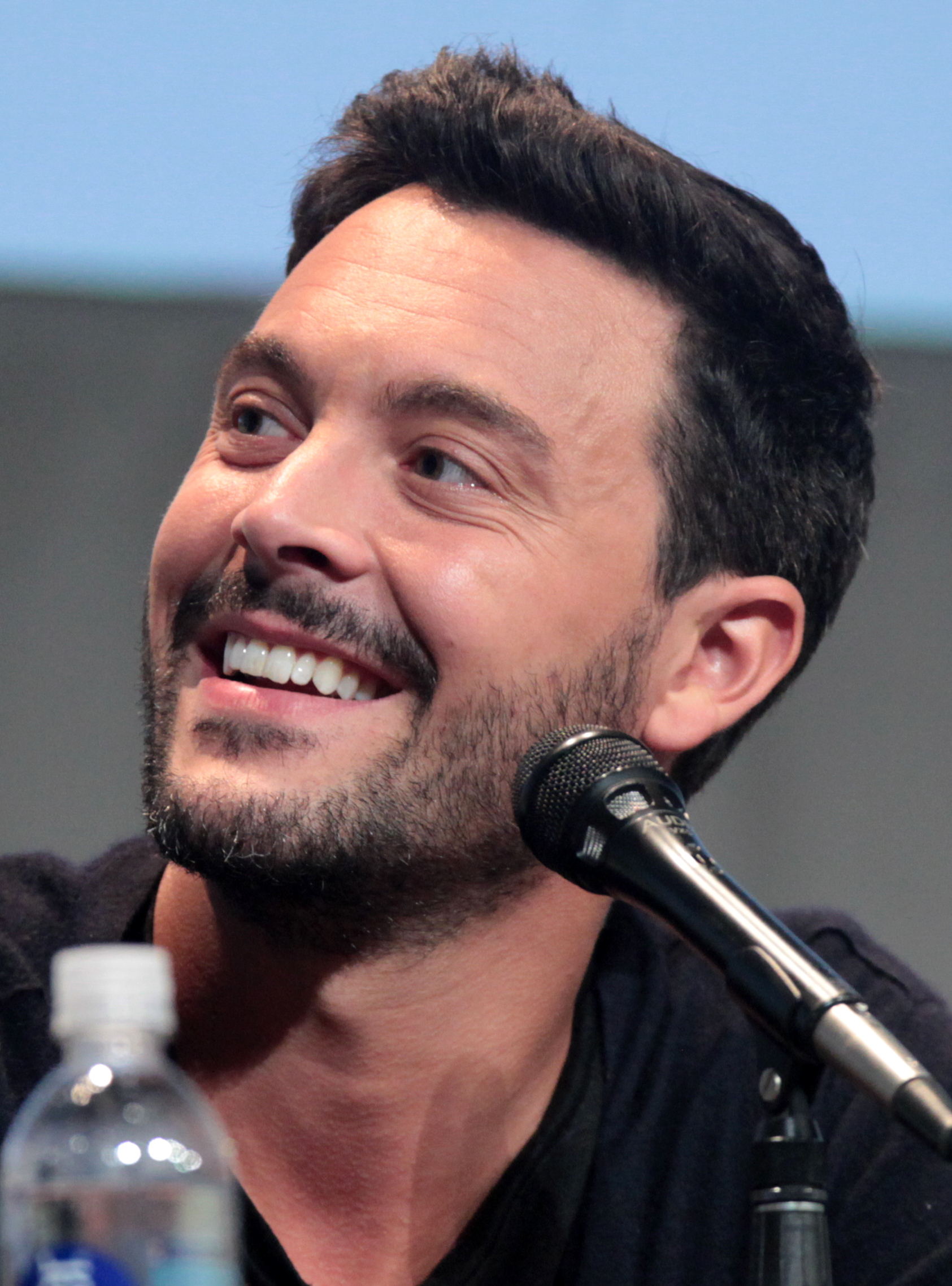
Jack Huston (2015)

### Filmmusik
Der Soundtrack zum Film umfasst 23 Lieder, wurde am 5. Februar 2016 digital und am 12. Februar 2016 als CD veröffentlicht.
Titelliste des Soundtracks
1. Darcy (4:00)
2. An Illustrated History Of England 1700–1800 (2:20)
3. Dressing For The Dance (0:36)
4. The Man From Uribe (2:11)
5. Dance Of The Ponderous Distaff (1:29)
6. We Are Under Attack!! (2:27)
7. Carriage Ride (1:05)
8. Orphans (1:47)
9. The Soldiers Of Meryton (1:10)
10. Menuet Des Mortes Vivants (1:35)
11. Orphan Attack (3:34)
12. Don’t Go Into The Woods Alone (1:29)
13. St Lazarus (2:43)
14. Rosings Park (1:15)
15. Midnight Walk (1:08)
16. Flirt Lovers Fight (2:45)
17. The Letter / Siege Of London (4:09)
18. The In-Between (5:36)
19. Darcy Is Saved (1:59)
20. Back To St Lazarus (2:13)
21. Zombies Are Fed / Attack / Showdown (5:13)
22. After The Explosion (2:40)
23. Happy Ending? (4:42)

## Rezeption

### Kritiken
David Steinitz von der Süddeutschen Zeitung meint: Das Mashup-Kunstwerk 'Stolz und Vorurteil und Zombies' will aber nicht nur blutdürstige Horrorfans befriedigen, sondern auch Romantiker. […] Und weil nach vielen zombiearmen Jahren gerade wieder Untotenkonjunktur herrschte, zum Beispiel in Hitserien wie 'The Walking Dead', pürierte Grahame-Smith 'Stolz und Vorurteil' 2009 im Zombiefleischwolf. Braucht’s das wirklich, fragten die Jane-Austen-Puristen schon damals, und sie fragen es sich anlässlich der Verfilmung jetzt wohl wieder. Die Antwort lautet aber eindeutig: ja.
Auch wenn nachfühlbarer Herzschmerz im Film ab und an ein wenig zu kurz komme, so Tim Slagman von SPIEGEL ONLINE, fließen die darin enthaltenen auf Konfrontation angelegten erzählerischen Elemente dennoch erstaunlich harmonisch ineinander. Slagman meint: Nicht zuletzt an diesem Detail zeigt sich, dass der Stoff weniger von einer Aneignung des Austen’schen Romans durch die Denkweisen der aktuellen globalisierten Popkultur ist, sondern vielmehr von der gegenseitigen Durchdringung von literarischen und filmischen Genres erzählt. Schöne Frauen in historischen Kostümen bei Martial-Arts-Verrenkungen: Das gehört doch zurück ins Kino, es verspricht die Komik des Unerwarteten und die Faszination der kinetischen Aktion zugleich. Slagman verblüfft dabei besonders die Souveränität, mit der Steers den erwünschten Zusammenprall zweier Fiktionswelten in eine erstaunlich geschlossene eigene überführt.

### Einspielergebnis
Die weltweiten Einnahmen des Films liegen derzeit bei 16,4 Millionen US-Dollar (Stand 28. Februar 2016).

### Auszeichnungen
BloodGuts UK Horror Awards 2016
- Nominierung als Beste Nebendarstellerin (Lena Headey)
- Nominierung als Bester Nebendarsteller (Matt Smith)[7]